# 远志黄堇
远志黄堇（学名：Corydalis polygalina）为罂粟科紫堇属下的一个种。

## 扩展阅读
- 維基物種上的相關：远志黄堇